# Anna Nowosad
Anna Katarzyna Nowosad (ur. 19 sierpnia 1981) – polska działaczka społeczna, prawniczka, menedżerka, instruktorka harcerska w stopniu harcmistrzyni. W latach 2017–2021 Naczelnik Związku Harcerstwa Polskiego.
Od 2009 pełniła funkcję komendantki Hufca ZHP Hufca Warszawa-Ochota, a następnie przewodniczącej komisji stopni instruktorskich w tym hufcu, obecnie jest członkinią tej komisji.  
Członkini Głównej Kwatery ZHP ds. zagranicznych (komisarka zagraniczna) w latach 2005–2007, zajmowała się kontaktami związku z organizacjami skautowymi i środowiskami polonijnymi.
W latach 2010-2013 członkini Rady Chorągwi Stołecznej ZHP. Od 2013 do 2017 zastępczyni komendantki Chorągwi Stołecznej ZHP, odpowiadająca za relacje i współpracę z hufcami. Funkcję tę pełni ponownie od 3 grudnia 2022.
Latem 2014 była komendantką Ogólnopolskiego Zlotu Chorągwi Stołecznej ZHP, zorganizowanego w ramach harcerskich obchodów 70. rocznicy wybuchu powstania warszawskiego. W 2018 była członkinią komendy Zlotu ZHP w Gdańsku, odpowiedzialną za pracę z komendami gniazd chorągwianych. 
Uczestniczka II edycji kursu harcmistrzowskiego „Cogito”, pod komendą hm. Doroty Całki.  Od VI edycji członkini komend kursów harcmistrzowskich „Cogito”, członkini kadry VII Kursu Kadry Kształcącej "Ręka Metody" pod komendą hm. Katarzyny Karolak (Krzak).
Była dyrektorką prawną w firmie informatycznej. Zarządza wspólnotą mieszkaniową.
Współzałożycielka i dyrektorka Bednarskiej Szkoły Podstawowej "Terytorium Mysłowicka" działającej w ramach Zespołu Szkół "Bednarska".
Na XL Zjeździe ZHP 8 grudnia 2017 wybrana na funkcję Naczelnika ZHP.
6 lutego 2021 odwołana przez Radę Naczelną ZHP z funkcji Naczelnika ZHP. Następnie podczas XLII Zjazdu Zwykłego ZHP otrzymała absolutorium za cały okres pełnienia funkcji Naczelniczki ZHP.